# Harville
Harville település Franciaországban, Meuse megyében. Lakosainak száma 112 fő (2022. január 1.). Harville Labeuville, Maizeray, Marchéville-en-Woëvre, Moulotte, Pareid, Saint-Hilaire-en-Woëvre és Villers-sous-Pareid községekkel határos.

## Népesség
A település népességének változása:
| Lakosok száma | 123  | 123  | 132  | 101  | 112  | 119  | 118  | 114  | 112  | 112  |
|               | 1968 | 1982 | 1990 | 2006 | 2013 | 2015 | 2017 | 2019 | 2020 | 2022 |